# Kistenuten
Kistenuten est une montagne à la frontière des comtés de Rogaland, de Telemark et de Vestland, dans le Sud de la Norvège. Elle culmine à 1 648 m d'altitude, ce qui en fait la seconde plus haute montagne du Rogaland et la quatrième du Telemark.